# دیلنبورگ
شهر دیلنبورگ در ایالت هسن در کشور آلمان واقع شده است.